# Rossiinae
Rossiinae  (лат.) — подсемейство головоногих моллюсков из семейства сепиолид (Sepiolidae). В сравнении с другими представителями семейства, довольно крупные головоногие: длина мантии — до 10 см. Распространены на материковом шельфе по всему миру, не описаны лишь из антарктических вод. Включают около 20 видов, объединяемых в 4 рода.

## Представители

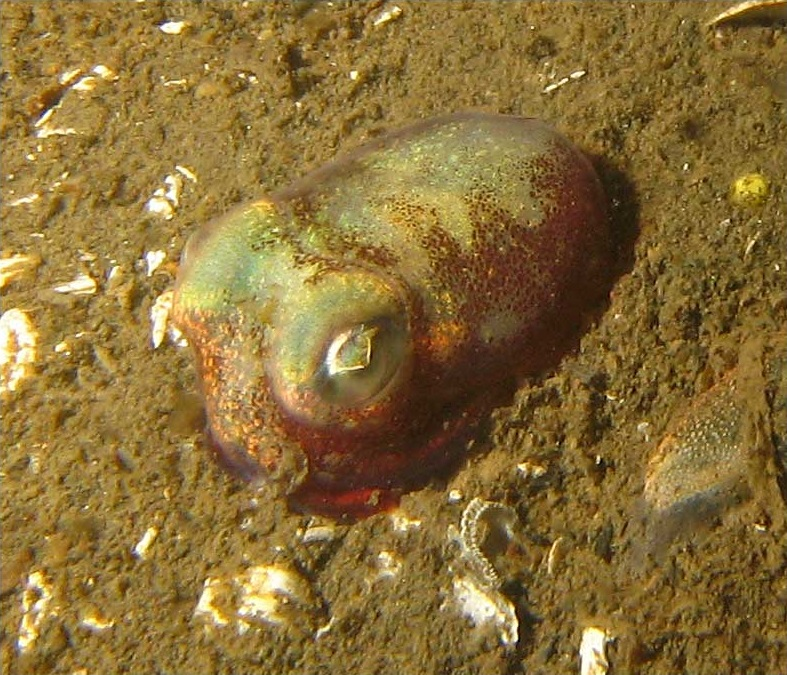
Зарывшаяся в грунт тихоокеанская россия (Rossia pacifica)

- Род Austrorossia
  - Austrorossia antillensis
  - Austrorossia australis
  - Austrorossia bipapillata
  - Austrorossia enigmatica
  - Austrorossia mastigophora
- Род Neorossia
  - Neorossia caroli
  - Neorossia leptodons
- Род Rossia
  - Rossia brachyura
  - Rossia bullisi
  - Rossia glaucopis
  - Rossia macrosoma
  - Rossia megaptera
  - Rossia moelleri
  - Rossia mollicella
  - Rossia pacifica
    - Rossia pacifica diegensis
    - Rossia pacifica pacifica

  - Rossia palpebrosa
  - Rossia tortugaensis
- Род Semirossia
  - Semirossia equalis
  - Semirossia patagonica
  - Semirossia tenera